# Џејмс Фрејн
Џејмс Фрејн (енгл. James Frain; рођен 14. марта 1968, Лидс) енглески је глумац.
Уметничку каријеру започео је 1993. године у серији Војник Војник. Глумио је у многим филмовима и ТВ серијама, укључујући серије 24, Тјудори, Ред и закон: Злочиначке намере, Увод у анатомију, Ред и закон: Одељење за специјалне жртве, Калифорникација, те филмовима Баканирс, Игра јелена, Гроф Монте Кристо, Трон: Наслеђе и Тамо где је срце.